# Pelletier (La Matanie)
Pour les articles homonymes, voir Pelletier.
Pelletier est un hameau du secteur Saint-Luc-de-Matane de la ville de Matane en Matanie, au Bas-Saint-Laurent, sur la péninsule gaspésienne dans l'est du Québec.

### Source en ligne
- Commission de toponymie du Québec